# Pimbakreek
De Pimbakreek, ook wel Prattikreek, is een zijriviertje van de rivier de Tapanahony in het district Sipaliwini in Suriname. Anders gespelde namen voor deze kreek zijn Pracikreek, Prallkreek en Pratikreek. Na hemelsbreed 6,7 km richting zuid, splitst deze kreek in de linker en rechter Pimbakreek. Deze riviertjes ontspringen in het Oranjegebergte.

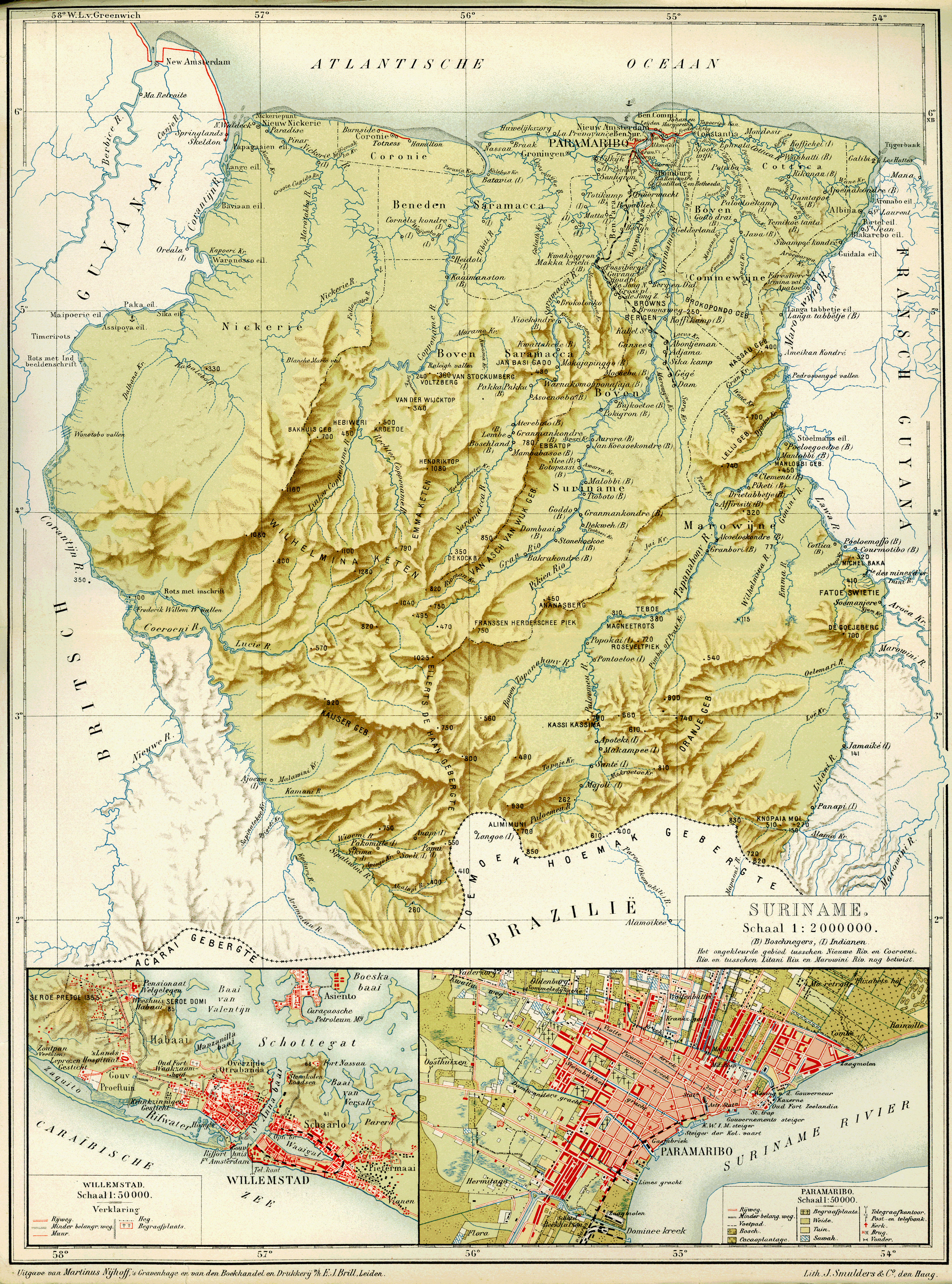
Kaart uit 1914-1917 waarop rivieren en gebergten duidelijk zichtbaar